# Settle (album)
Settle è l'album discografico di debutto del duo inglese di musica elettronica Disclosure. Il disco è stato pubblicato nel maggio 2013 dalla PMR e dalla Island Records.

## Il disco
L'album include alcuni singoli distribuiti prima della pubblicazione, ossia Latch (ottobre 2012), White Noise (febbraio 2013) e You & Me (aprile 2013), che avevano già decretato il successo del gruppo essendo entrati nelle posizioni alte della Official Singles Chart e non solo (i brani hanno avuto successo anche in Irlanda, Belgio, Francia, Paesi Bassi, Danimarca e Australia). Il brano F for You è stato pubblicato come quarto singolo estratto nell'agosto 2013 in Europa.
Un'edizione deluxe dell'album contiene quattro tracce aggiuntive, tra cui il remix del brano Running di Jessie Ware.
L'album ha debuttato direttamente alla prima posizione della Official Albums Chart. Ha ricevuto una nomination al Mercury Prize 2013.
Per quanto riguarda la critica, il disco è stato accolto molto positivamente dalle più importanti testate e dai siti specializzati. Il portale AllMusic ha dato al disco un giudizio di 4/5; il sito Pitchfork ha conferito il voto di 9,1/10; Billboard lo ha promosso con l'indice di gradimento 89/100; mentre NME conferisce al disco il voto di 7/10.
Nel dicembre 2013 è stato pubblicato un album di remix intitolato Settle: The Remixes.

## Tracce
1. Intro – 1:00
2. When a Fire Starts to Burn – 4:43
3. Latch (featuring Sam Smith) – 4:16
4. F for You – 4:29
5. White Noise (featuring AlunaGeorge) – 4:38
6. Defeated No More (featuring Ed Macfarlane) – 6:09
7. Stimulation – 5:22
8. Voices (featuring Sasha Keable) – 4:05
9. Second Chance – 2:22
10. Grab Her! – 5:15
11. You & Me (featuring Eliza Doolittle) – 4:29
12. January (featuring Jamie Woon) – 5:55
13. Confess to Me (featuring Jessie Ware) – 4:11
14. Help Me Lose My Mind (featuring London Grammar) – 4:06

Tracce bonus nell'edizione deluxe
1. Boiling (featuring Sinéad Harnett) – 3:48
2. What's in Your Head – 5:31
3. Tenderly (digital only) – 5:04
4. Running (Disclosure Remix) – 5:30

## Campionamenti
Nel disco sono accreditati alcuni sample:
- Intro e When a Fire Starts to Burn contengono sample di Rope-a-dope con la voce di Eric Thomas.
- Stimulation contiene il campionamento del brano A Long Walk di Lianne La Havas.
- Il brano Second Chance contiene un sample della canzone Get Along with You di Kelis.
- In Grab Her! è presente un sample di Look of Love del gruppo Slum Village.

## Classifiche
| Classifica (2013) | Posizione massima |
| ----------------- | ----------------- |
| Australia         | 5                 |
| Belgio (Fiandre)  | 8                 |
| Francia           | 89                |
| Irlanda           | 10                |
| Norvegia          | 19                |
| Nuova Zelanda     | 15                |
| Paesi Bassi       | 25                |
| Regno Unito       | 1                 |
| Scozia            | 5                 |
| Stati Uniti       | 38                |